# Pierre Gautherat
Pierre Gautherat (Colmar, 16 gennaio 2003) è un ciclista su strada e ciclocrossista francese che corre per la Decathlon AG2R La Mondiale Team; è professionista dal 2023.

## Palmarès

### Strada
- 2022 (SCO Dijon-Team Matériel-Velo.com)

Dijon-Auxonne-Dijon
4ª tappa Essor Breton (Saint-Pol-de-Léon > Saint-Pol-de-Léon)
- 2023 (AG2R Citroën Team, due vittorie)

Prologo Grand Prix Jeseníky (Jeseník > Jeseník, cronometro)
1ª tappa Grand Prix Jeseníky (Jeseník > Rýmařov)
- 2025 (Decathlon AG2R La Mondiale Team, una vittoria)

3ª tappa Quattro Giorni di Dunkerque (Valenciennes > Famars)

#### Altri successi
- 2023 (AG2R Citroën Team)

Classifica a punti Grand Prix Jeseníky
- 2024 (Decathlon AG2R La Mondiale Team)

Classifica giovani Tour de la Provence

## Piazzamenti

### Classiche monumento
- Milano-Sanremo

2025: 52º
- Giro delle Fiandre

2023: ritirato
2024: 56°
2025: ritirato
- Parigi-Roubaix

2023: 83º
2024: 57º
2025: 83º

### Competizioni mondiali
- Campionati del mondo

Fiandre 2021 - In linea Junior: 39º
Glasgow 2023 - In linea Under-23: 10º

### Competizioni europee
- Campionati europei

Limburgo 2024 - In linea Under-23: 8°